# دب، چکوال
دب (به انگلیسی: Dab) یک منطقهٔ مسکونی در پاکستان است که در ناحیه چکوال واقع شده‌است.